# Zeferino Justino da Silva Meirelles
Zeferino Justino da Silva Meirelles (Macaé, 31 de janeiro de 1858 – Rio de Janeiro, 28 de agosto de 1914) foi um médico brasileiro.
Doutorado pela Faculdade de Medicina do Rio de Janeiro em 1882, defendendo tese intitulada “Diagnósticos e tratamento das nevroses diatésicas”. Foi eleito membro da Academia Nacional de Medicina em 1903, com o número acadêmico 232, na presidência de Joaquim Pinto Portella.